# Federațiă Română de Rugby
Federațiă Română de Rugby – ogólnokrajowy związek sportowy, działający na terenie Rumunii, posiadający osobowość prawną, będący jedynym prawnym reprezentantem rumuńskiego rugby 15-osobowego i 7-osobowego, zarówno wśród mężczyzn, jak i kobiet we wszystkich kategoriach wiekowych w kraju i za granicą.
Odpowiedzialny jest za prowadzenie rumuńskich drużyn narodowych, a także za szkolenie zawodników oraz organizowanie krajowych rozgrywek ligowych i pucharowych. Zrzesza 83 kluby i około 9600 zawodników.
Rugby dotarło do Rumunii z Francji wraz z powracającym do kraju studentami. W 1910 roku powstała pierwsza sekcja rugby w kraju przy klubie Tenis Club Român Bukareszt, kolejnymi, w połowie tej dekady, były Stadiul Român i Sportul Studențesc, następnie zespół założyła też rumuńska poczta.
Federacja powstała w 1931 roku zgodnie z uchwaloną trzy lata wcześniej ustawą, a jej protoplastą była Comisiunea de Football – Rugby założona w roku 1915. W 1940 roku zrzeszała trzynaście klubów i 750 sportowców.
W 1934 roku została członkiem założycielem FIRA, natomiast członkiem IRB została w roku 1987 będąc zaproszona na inauguracyjny Puchar Świata. Jest członkiem Rumuńskiego Komitetu Olimpijskiego.
Od 1 czerwca 2012 roku prezesem związku był dotychczasowy wiceprezes – Pompilie Bors – zastępując pełniącego tę funkcję od kwietnia 2009 roku Alina Petrache, który otrzymał stanowisko w ministerstwie sportu. Petrarche powrócił na stanowisko w styczniu 2013 roku, a będąc jedynym kandydatem do jego objęcia 8 lutego 2013 roku został wybrany na walnym zgromadzeniu związku na czteroletnią kadencję i na kolejne w roku 2017, 2021 i 2025.